# Дуэл (округ, Южная Дакота)
Округ Дуэл (англ. Deuel County) располагается в штате Южная Дакота, США. Официально образован в 1862 году. По состоянию на 2010 год, численность населения составляла 4364 человека.

## География
По данным Бюро переписи США, общая площадь округа равняется 1649 км2, из которых 1615 км2 суша и 34 км2 или 2,070 % это водоемы.

## Население
По данным переписи населения 2000 года в округе проживает 4 498 жителей в составе 1 843 домашних хозяйства и 1 258 семей. Плотность населения составляет 3,00 человека на км2. На территории округа насчитывается 2 172 жилых строения, при плотности застройки около 1,00-го строений на км2. Расовый состав населения: белые — 98,51 %, афроамериканцы — 0,09 %, коренные американцы (индейцы) — 0,29 %, азиаты — 0,18 %, гавайцы — 0,02 %, представители других рас — 0,24 %, представители двух или более рас — 0,67 %. Испаноязычные составляли 0,76 % населения независимо от расы.
В составе 29,20 % из общего числа домашних хозяйств проживают дети в возрасте до 18 лет, 60,40 % домашних хозяйств представляют собой супружеские пары проживающие вместе, 4,90 % домашних хозяйств представляют собой одиноких женщин без супруга, 31,70 % домашних хозяйств не имеют отношения к семьям, 28,60 % домашних хозяйств состоят из одного человека, 14,40 % домашних хозяйств состоят из престарелых (65 лет и старше), проживающих в одиночестве. Средний размер домашнего хозяйства составляет 2,40 человека, и средний размер семьи 2,97 человека.
Возрастной состав округа: 25,30 % моложе 18 лет, 5,90 % от 18 до 24, 25,40 % от 25 до 44, 22,60 % от 45 до 64 и 22,60 % от 65 и старше. Средний возраст жителя округа 41 лет. На каждые 100 женщин приходится 99,60 мужчин. На каждые 100 женщин старше 18 лет приходится 99,60 мужчин.
Средний доход на домохозяйство в округе составлял 31 788 USD, на семью — 39 511 USD. Среднестатистический заработок мужчины был 26 306 USD против 19 282 USD для женщины. Доход на душу населения составлял 15 977 USD. Около 6,90 % семей и 10,30 % общего населения находились ниже черты бедности, в том числе — 9,80 % молодежи (тех, кому ещё не исполнилось 18 лет) и 16,70 % тех, кому было уже больше 65 лет.